# Пилипчатине
Пилипча́тине — село Соледарської міської громади Бахмутського району Донецької області в Україні.

## Історія
Неподалік сучасного с. Пилипчатиного локалізовані давні Мідні рудники Бахмутської улоговини — група давніх копалень бронзової доби, гірничо-металургійний центр XV—XI ст. до н. е.

## Географія
Біля села протікає річка Вискривка.